# Plagiochila spinosa
Plagiochila spinosa là một loài rêu trong họ Plagiochilaceae. Loài này được M. L. So mô tả khoa học đầu tiên năm 2000.